# Franca Viola
Franca Viola (* 9. Januar 1948 in Alcamo, Sizilien) wurde international bekannt, weil sie sich 1966 als eine der ersten Frauen in Italien öffentlich weigerte, nach einer Vergewaltigung ihren Peiniger zu heiraten, nur um ihre Ehre nicht zu verlieren (Matrimonio riparatore). Der Vergewaltiger, der bei Eheschließung mit Viola straffrei ausgegangen wäre, wurde angeklagt und verurteilt. Der Prozess erregte in Italien große mediale Aufmerksamkeit, vor allem, weil sich eine Frau gegen traditionelle und überkommene soziale Konventionen stellte. Franca Viola wurde zu einer Vorreiterin der Emanzipation und des soziokulturellen Fortschritts im Italien der Nachkriegszeit. Ihr Fall trug zu einem Umdenken in der italienischen Gesetzgebung bei. Am 5. August 1981 wurden schließlich die strafrechtlichen Bestimmungen zum Matrimonio riparatore aufgehoben.

## Leben

### Herkunft
Franca Viola wuchs in ländlicher Umgebung auf Sizilien auf. Ihr Vater Bernardo Viola war Landpächter in der Provinz Trapani. 1963 verlobte sich Franca Viola im Alter von 15 Jahren mit dem 23-jährigen Filippo Melodia, einem Neffen des Mafia-Oberhaupts Vincenzo Rimi, dessen Clan den Nordwesten Siziliens dominierte. Nachdem Melodia wegen Diebstahls und Bandenzugehörigkeit zu einer Gefängnisstrafe verurteilt worden war, löste Viola auf Wunsch ihres Vaters die Verlobung. Kurz darauf verlobte sie sich mit einem anderen Mann. Melodia verbrachte einige Zeit in Deutschland, dann kehrte er nach Alcamo zurück und wollte die Beziehung zu Franca Viola wieder aufleben lassen. Er stellte der jungen Frau nach und bedrohte sowohl ihren Vater als auch ihren neuen Partner. Einige Quellen berichten, dass unter anderem ein Weinberg der Familie Viola in Brand gesetzt wurde.

### Entführung und Vergewaltigung
In den frühen Morgenstunden des 26. Dezember 1965 drangen Melodia und zwölf weitere Männer in das Haus der Familie Viola ein, schlugen Francas Mutter und entführten das Mädchen und dessen achtjährigen Bruder, der sich, um seine Schwester zu schützen, um ihre Beine geklammert hatte. Der Junge kehrte je nach Quelle entweder wenige Stunden oder zwei Tage später zu seiner Familie zurück, während Franca Viola acht Tage lang gefangen gehalten wurde. Hinsichtlich der Einzelheiten divergieren die Quellen: Einige besagen, dass sie die gesamte Zeit im Haus von Melodias Schwester in Alcamo festgehalten wurde; laut anderen Quellen sei sie erst am sechsten Tag ihrer Gefangenschaft dorthin gebracht worden. Anfänglich verspottete und provozierte Melodia sie verbal. Nach einer Woche vergewaltigte er Franca Viola mehrfach. Anschließend drängte er sie dazu, ihn nun zu heiraten, da sie anderenfalls ihre Ehre verlieren würde; sie aber weigerte sich.
Am 1. Januar 1966 organisierte Melodias Familie ein Treffen mit Franca Violas Eltern, um eine Ehe zwischen Viola und Melodia zu vereinbaren. Die Eltern gingen zum Schein darauf ein, um herauszufinden, wo sich ihre Tochter befand. Am 2. Januar oder am 6. Januar 1966 gelang es der Polizei, das Versteck aufzuspüren. Sie befreite Franca Viola und nahm Filippo Melodia fest.

### Verweigertes „Matrimonio riparatore“ und Strafprozess
Nach den seinerzeit auf Sizilien verbreiteten gesellschaftlichen Vorstellungen verlor eine Frau, die Opfer einer Vergewaltigung geworden war, mit ihrer Jungfräulichkeit zugleich ihre Ehre, die nur durch Eheschließung mit dem Vergewaltiger wiederhergestellt werden konnte. Dieses als Matrimonio riparatore (sinngemäß: „reparierende Heirat“) bezeichnete Sittenmodell ist von einigen Autoren auf alttestamentliche Vorbilder zurückgeführt worden. Das Matrimonio riparatore fand sein Gegenstück in dem seinerzeit geltenden italienischen Strafrecht, das in Artikel 544 des italienischen Codice Penale die Folgen für den Vergewaltiger regelte: Er konnte nicht wegen der Vergewaltigung bestraft werden, wenn das Opfer mit ihm die Ehe einging.
Artikel 544 Codice Penale lautete:
Melodia bot Viola nach seiner Verhaftung ein Matrimonio riparatore an, sie lehnte ab. Ihr Vater unterstützte sie. Ihre Haltung hatte schwere Folgen: Weil Viola gegen die traditionellen Vorstellungen verstieß, wurden sie und ihre Familie im Laufe des Jahres 1966 von der Dorfgemeinschaft gemieden, bedroht und öffentlich beleidigt. Franca Violas Vater verlor seine Arbeit, und die Familie konnte sich nur mit Polizeischutz in der Öffentlichkeit bewegen.
Im Dezember 1966 begann in der sizilianischen Stadt Trapani unter dem Vorsitz des Richters Giovanni Albeggiani der Strafprozess gegen Filippo Melodia. Franca Violas Vertreter in diesem Verfahren war Rechtsanwalt Ludovico Corrao, der einige Jahre zuvor Oberbürgermeister von Alcamo gewesen war. Der Prozess gegen Melodia und die ihm zugrunde liegende Geschichte Franca Violas fanden in Italien große mediale Aufmerksamkeit. Der Staatsanwalt beantragte 22 Jahre Haft für den Vergewaltiger. Das Gericht verurteilte Melodia zu elf Jahren Gefängnis, wobei es die Traditionen (usanze) mildernd berücksichtigte. Die Strafe wurde später auf 10 Jahre verkürzt. Hinzu kam die Auflage, sich in den ersten 2 Jahren nach der Entlassung in der Nähe von Modena aufzuhalten. Melodia kam 1976 frei; er wurde am 13. April 1978 bei Modena von der Mafia getötet. Fünf der mitangeklagten Entführer Franca Violas wurden freigesprochen, die übrigen erhielten niedrige Strafen.

### Nach dem Prozess
Während des Prozesses hatte Filippo Melodia gedroht, er werde Franca Viola töten lassen, wenn sie die Ehe mit einem anderen Mann eingehe. Gleichwohl heiratete Viola im Dezember 1968 ihren Jugendfreund Giuseppe Ruisi. Ihre Ehe fand beim italienischen Staatspräsidenten Giuseppe Saragat und bei Papst Paul VI. Beachtung, der ihnen eine Privataudienz gewährte. Viola und Ruisi bekamen zwei Söhne und eine Tochter. Sie leben nach wie vor in Alcamo, ihrer Heimatstadt.

## Folgen
Franca Violas Fall löste in Italien eine kontroverse Diskussion über die Zukunft des Artikel 544 Codice Penale aus. Einerseits wurde er als Mittel zur Unterdrückung von Frauen kritisiert. Befürworter der Bestimmung argumentierten allerdings, dass aufgrund der in Teilen Süditaliens herrschenden gesellschaftlichen Verhältnisse das Matrimonio riparatore faktisch für junge Paare die einzige Möglichkeit sei, gegen den Willen ihrer Eltern zu heiraten. Die Diskussion zog sich 15 Jahre lang hin. Erst mit dem Gesetz Nr. 442 vom 5. August 1981 wurde Artikel 544 des Codico Penale aufgehoben.

## Auszeichnung
2014 wurde Franca Viola von Staatspräsident Giorgio Napolitano mit dem Verdienstorden der Italienischen Republik ausgezeichnet.

## Rezeption
Der italienische Regisseur Damiano Damiani drehte 1970 den Spielfilm La moglie più bella (deutscher Titel: Recht und Leidenschaft) über Franca Violas Leben. Die weibliche Protagonistin trägt darin den Namen Francesca Cimarosa; die Rolle wurde von der damals 15-jährigen Ornella Muti gespielt. Der Vergewaltiger heißt in dem Film Vito Juvara; er wurde von Alessio Orano dargestellt.
2012 veröffentlichte die sizilianische Schriftstellerin Beatrice Monroy ein Buch über den Fall mit dem Titel Niente ci fu (deutsch Da war nichts). Franca Viola steht dem Buch kritisch gegenüber. Sie ist der Ansicht, Monroy habe „nicht ihre Geschichte“ erzählt.
Der 15-minütige Dokumentarkurzfilm Viola, Franca von Marta Savina erhielt 2017 eine Einladung zum Manhattan Short Film Festival. Savina verwirklichte 2022 den Spielfilm Primadonna, der ebenfalls von Violas Lebensgeschichte inspiriert war.